# Hesperoleucus symmetricus
Hesperoleucus symmetricus és una espècie de peix cipriniforme de la família dels ciprínids.

## Morfologia
- Els mascles poden assolir 11 cm de longitud total.[2][3]

## Depredadors
Als Estats Units és depredat per Ptychocheilus grandis.

## Hàbitat
És un peix d'aigua dolça i de clima temperat.

## Distribució geogràfica
Es troba a Nord-amèrica: Califòrnia (Estats Units).